# Gmina Rača
Gmina Rača (serb. Opština Rača / Општина Рача) – gmina w Serbii, w okręgu szumadijskim. W 2018 roku liczyła 10 467 mieszkańców.